# Burriana
Burriana è un comune spagnolo di 34 800 abitanti situato nella comunità autonoma Valenciana.

## Storia

### Simboli
Bandiera
La bandiera di Burriana è il simbolo tradizionale che rappresenta tre corone concesse dal re Pietro IV d'Aragona nel 1349 aggiunte alla senyera reial.
Ha una proporzione di 2:3. Su fondo giallo, quattro fasce rosse, con una banda verticale azzurra all'asta, caricata di tre corone. È stata adottata ufficialmente il 24 gennaio 2002.
Stemma
Lo stemma è stato adottato il 16 luglio 1991.